# Landschaftsschutzgebiet Kloßsiepen

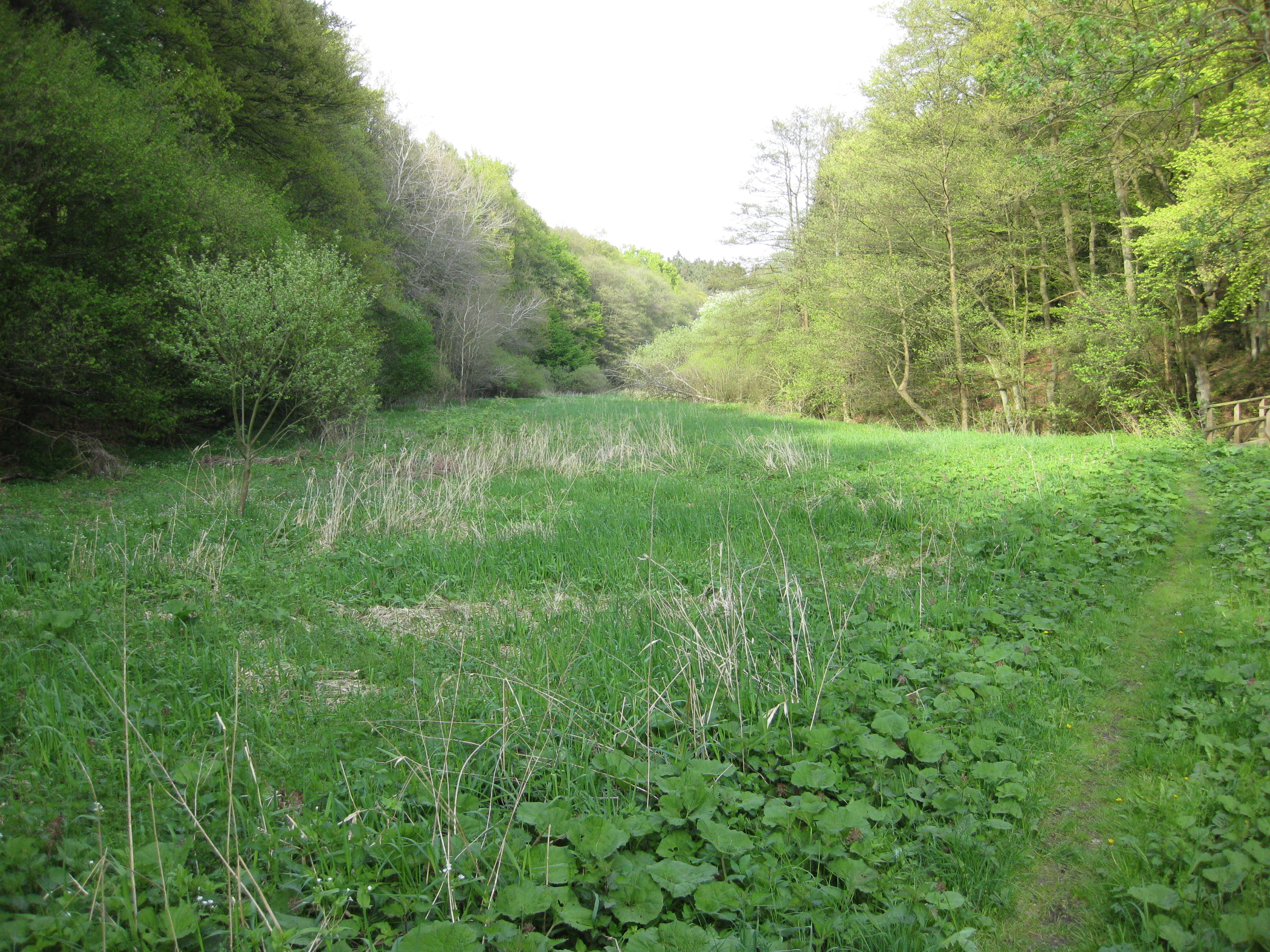
Kloßsiepen unterhalb von Scharfenberg

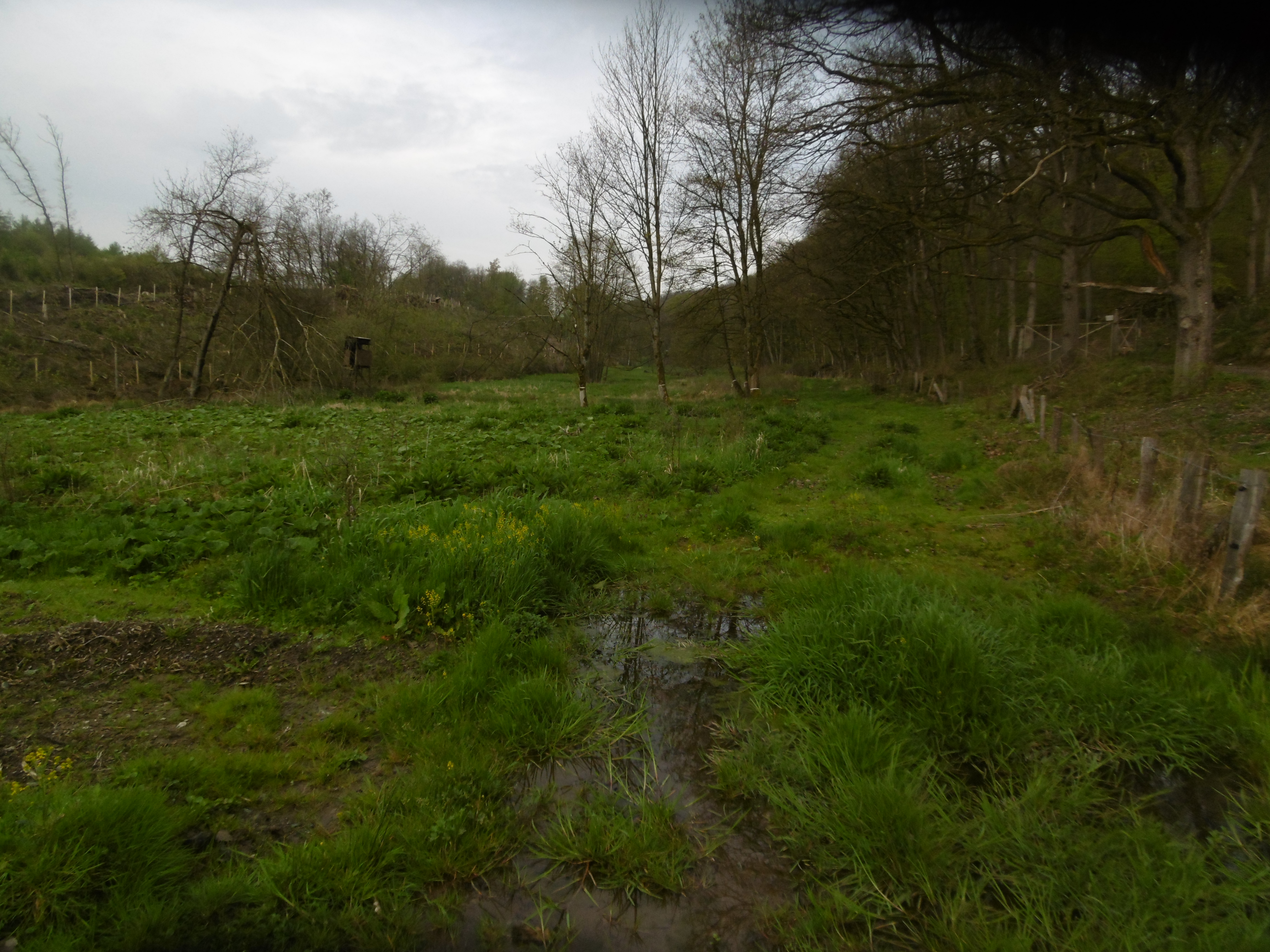
Landschaftsschutzgebiet kurz vor dem südöstlichen Ende.

Das Landschaftsschutzgebiet Kloßsiepen mit 6,14 ha Größe liegt nördlich von Scharfenberg im Stadtgebiet von Brilon. Das Gebiet wurde 2008 mit dem Landschaftsplan Briloner Hochfläche durch den Hochsauerlandkreis als Landschaftsschutzgebiet (LSG) ausgewiesen. In LSG fließt das Kloßsiepen. Das LSG gehört seit 2023 zum Vogelschutzgebiet Diemel- und Hoppecketal mit angrenzenden Wäldern.
Das Landschaftsschutzgebiet Kloßsiepen wurde als Landschaftsschutzgebiet vom Typ C, Wiesentäler und bedeutsames Extensivgrünland, ausgewiesen. In den Landschaftsschutzgebieten vom Typ C des Landschaftsplangebietes sind Erstaufforstungen und auch die Neuanlage von Weihnachtsbaumkulturen, Schmuckreisig- und Baumschulkulturen verboten. Ferner besteht ein Umwandlungsverbot von Grünland und Grünlandbrachen in Acker oder andere Nutzungsformen. Eine maximal zweijährige Ackernutzung innerhalb von zwölf Jahren ist erlaubt, falls damit die Erneuerung der Grasnarbe vorbereitet wird. Dies gilt als erweiterter Pflegeumbruch. Dabei muss ein Mindestabstand von 5 m vom Mittelwasserbett eingehalten werden. Für den Anbau von nachwachsenden Rohstoffen ist eine Befreiung vom Verbot des Grünlandumbruchs im Rahmen einer Einzelfallprüfung möglich.

## Schutzzweck
Die Ausweisung erfolgte zur Erhaltung, Ergänzung und Optimierung eines Grünlandbiotop-Verbundsystems, insbesondere mit den Naturschutzgebiets-Ausweisungen im Grünland. Dadurch sollen Tiere und Pflanzen Wanderungs- und Ausbreitungsmöglichkeiten behalten. Wie die anderen Landschaftsschutzgebiete vom Typ C dient auch diese Ausweisung als Pufferzone für angrenzende Naturschutzgebiete.